# Charles E. Roberts
Charles E. Roberts, né Charles Edward Roberts, est un scénariste et réalisateur américain, né le 22 mai 1894, dans l'Ohio, et mort le 10 novembre 1951, dans le comté de Los Angeles (Californie).

## Biographie
Roberts réalisa une quarantaine de films entre 1933 et 1949, qui sont pour la plupart des courts-métrages. Il est parfois crédité Charles Roberts ou C. Edward Roberts. Il a écrit plus d'une centaine de scénarios.

## Filmographie partielle

### Réalisateur
- 1932 : Les Secrets des tropiques (The Flaming Signal), réalisé avec George Jeske
- 1933 : Corruption
- 1935 : Adventurous Knights
- 1935 : Roaring Roads
- 1937 : Rhythm Wranglers
- 1937 : Many Unhappy Returns
- 1938 : A Clean Sweep
- 1938 : Beaux and Errors
- 1938 : Hunting Trouble
- 1938 : The Stupor-Visor
- 1939 : Chicken Feed
- 1939 : Kennedy the Great
- 1939 : Truth Aches
- 1939 : Blamed for a Blonde
- 1939 : Act Your Age
- 1939 : Feathered Pests
- 1939 : Sagebrush Serenade
- 1939 : Baby Daze
- 1939 : Sales Slips
- 1939 : Clock Wise
- 1939 : Maid to Order
- 1939 : Dog-Gone
- 1940 : Bested by a Beard
- 1940 : Corralling a Schoolmarm
- 1941 : I'll Fix It
- 1941 : The Musical Bandit
- 1941 : A Panic in the Parlor
- 1941 : Hurry, Charlie, Hurry
- 1941 : It Happened All Night
- 1941 : The Fired Man
- 1942 : Range Rhythm
- 1942 : Framing Father
- 1942 : Cactus Capers
- 1943 : Indian Signs
- 1944 : Radio Rampage
- 1944 : Love Your Landlord
- 1945 : The Big Beef
- 1946 : Social Terrors
- 1947 : Mind Over Mouse
- 1948 : How to Clean House
- 1948 : Don't Fool Your Wife
- 1949 : The Cactus Cut-Up

### Scénariste
- 1940 : Mexican Spitfire Out West, de Leslie Goodwins